# Noël Alexandre
Noël Alexandre nebo také Natalis Alexander (19. ledna 1639 – 21. srpna 1724) byl francouzský teolog a spisovatel.

## Životopis
Narodil se v Rouenu ve Francii. Roku 1654 vstoupil do řádu bratří kazatetů. Krátce po svém vysvěcení byl jmenován profesorem filozofie v Couvent des Jacobins v Paříži, kde byl také později pohřben. Během svého života přednášel na Pařížské univerzitě. Jeho přednášky byly natolik úspěšné, že se ho francouzský ministr financí Jean-Baptiste Colbert rozhodl vybrat jako učitele pro svého syna Jacquese Nicolase Colberta, pozdějšího arcibiskupa z Rouenu.
Roku 1700 vydal dílo pod názvem Conformité des cérémonies chinoises avec l'idolâtrie grecque et romaine a také Lettres sur les cérémonies de la Chine.
Zemřel v Paříži dne 21. srpna 1724 ve věku 85 let poté, co přišel o zrak. Byl pohřben v dnes již zbořeném kostele Couvent des Jacobins v Paříži.